# 福岡市立田隈小学校
福岡市立田隈小学校（ふくおかしりつ たぐましょうがっこう）は、福岡県福岡市早良区田隈二丁目にある公立小学校。

## 歴史
- 1873年（明治6年） - 野芥小学校、西脇小学校、田村小学校、次郎丸小学校創立。
- 1878年（明治11年） - 田村小学校が枕流小学校に改称。
- 1882年（明治15年） - 次郎丸小学校が枕流小学校に合併。西脇小学校が野芥小学校分校となる。
- 1886年（明治19年） - 野芥小学校が野芥尋常小学校に改称。枕流小学校が田村小学校簡易科と改称。
- 1889年（明治22年） - 野芥尋常小学校、西脇分校、田村小学校簡易科が合併し重留尋常小学校となる
- 1908年（明治41年） - 重留尋常小学校が田隈尋常小学校に改称。
- 1910年（明治43年） - 現在地に新築移転。
- 1924年（大正13年） - 田隈尋常高等小学校に改称。
- 1941年（昭和16年） - 田隈国民学校に改称。
- 1947年（昭和22年） - 学制改革により田隈村立田隈小学校（たぐまそんりつ たぐましょうがっこう）に改称。
- 1954年（昭和29年） - 福岡市に合併し福岡市立田隈小学校に改称。
- 1964年（昭和39年） - 原小学校七隈分校（翌年に福岡市立七隈小学校として独立）を分離
- 1970年（昭和45年） - 福岡市立飯倉小学校を分離
- 1974年（昭和49年） - 福岡市立賀茂小学校を分離
- 1975年（昭和50年） - 福岡市立有田小学校を分離
- 1976年（昭和51年） - 福岡市立野芥小学校を分離
- 1986年（昭和61年） - 福岡市立田村小学校を分離

## 通学区域
- 田隈1丁目 - 3丁目、野芥1丁目 - 3丁目。